# Chronologie de Rome
Pour des articles plus généraux, voir Histoire de Rome et Rome.

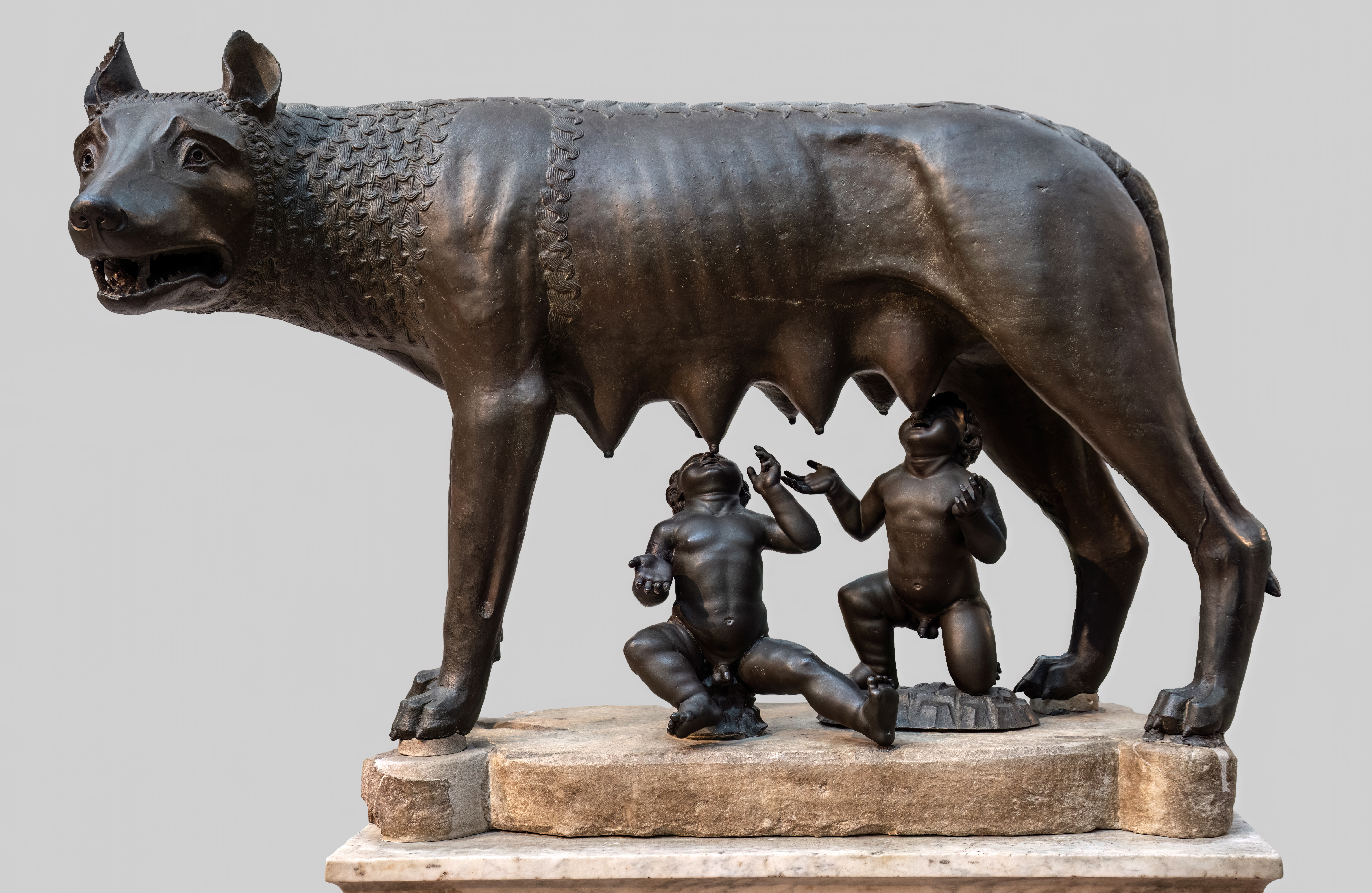
Statue de la louve romaine nourrissant Romulus et Remus.

Cette chronologie de Rome liste les principaux événements de la cité jusqu'à l'époque actuelle.
Se reporter à l'article sur la Rome antique et à la série d'articles associés pour connaître l'histoire de Rome comme civilisation antique, républicaine et impériale et la chronologie impériale associée.

## Royauté (-753, -509)
-753 : Date traditionnelle de la Fondation de Rome par Romulus.
-753 à -716 : Règne de Romulus.
-715 à -616 : Règne des rois Sabins Numa Pompilius, Tullus Hostilius et Ancus Marcius.
vers -640 : construction du port d'Ostie.
-615 à -509 : Règne des rois étrusques Tarquin l'Ancien, Servius Tullius et Tarquin le Superbe. Construction de la Muraille Servienne.

## République (-509, -27)
-510 ou -509 : Tarquin le Superbe roi de Rome et sa famille sont bannis du royaume. Fondation de la République.
-494 : à l'issue de la guerre contre les villes de la Ligue Latine, Rome devient la ville dominante de la Ligue.
-491 : guerre contre les Volsques.
-400 : population estimée à 30 000 habitants.
-390 : mise à sac de Rome par les Gaulois.
-343 à -341 : première guerre samnite
-326 à -304 : deuxième guerre samnite : humiliation des Fourches Caudines
-312 : construction de la Via Appia.
-298 à -290 : troisième guerre samnite et victoire de Rome.
-280 à -275 : guerre de Pyrrhus
-270 : la ville compte 270 000 habitants.
-264 : les premiers combats de gladiateurs font leur apparition à Rome.
-264 à -241 : première guerre punique entre Romains et Carthaginois: Rome conquiert la Sicile
-220 : construction de la Via Flaminia.
-218 à -201 : deuxième guerre punique : Hannibal franchit les Alpes et menace Rome ; Carthage est finalement vaincue en Afrique même
-155 : Athènes envoie à Rome des représentants de ses trois grandes écoles de philosophie : l'Académie, le Stoïcisme et le Lyceum.
-149 à -146 : troisième guerre punique. Carthage étant rasée, la ville de Rome domine la Méditerranée occidentale.
-133 : prise de Numance.
-91 : assassinat du tribun de la plèbe M. Livius Drusus, qui avait essayé de faire des réformes agraires. Début de la guerre civile dite « guerre sociale ».
-91 à -81 : guerre sociale, toute l'Italie au sud du Pô acquiert la citoyenneté romaine.
-80 : le masque de théâtre est supprimé à Rome.
-80 : le culte égyptien d'Isis se répand à Rome.
-73 à -70 : révolte des esclaves menée par Spartacus
-66 : Atticus fonde à Rome une entreprise de copie de livres.
-63 : conjuration de Catilina, écrasée par Cicéron pendant son consulat.
-63 : Lucullus construit à Rome ses grands jardins avec des statues.
-60 : Pompée, Crassus et César forment secrètement le premier triumvirat.
-59 : publications régulières des nouvelles (Acta Diurna) à Rome.
-58 à -52 : campagne de César en Gaule.
-55 : achèvement du théâtre de Pompée.
-54 : par excès d'offre, la valeur de l'or baisse de 25 % à Rome.
-52 : Varron (Marcus Terentius Varro) décrit la vie dans l'ancienne Rome dans son ouvrage Antiquitates Rerum Humanarum et Divinarum.
-52 : consulat de Pompée.
-49 à -45 : guerre civile entre César et Pompée. César franchit le Rubicon, marche sur Rome et établit la dictature.
-44, ides de Mars : assassinat de Jules César par un groupe de sénateurs conspirateurs, dont Marcus Junius Brutus.
-43 : deuxième triumvirat avec Octave, Marc Antoine et Lépide.
-42 : Bataille de Philippes, victoire de Marc Antoine et Octave sur Brutus et Cassius.
-31 : bataille navale d'Actium entre Octave et Marc Antoine ; Octave, vainqueur, annexe l'Egypte à Rome.

## Empire (-27, 476)
-29 : le temple du dieu de la guerre Janus est fermé à Rome.
-27 : Par décret, Octave reçoit tous les pouvoirs et le nom d'Auguste : il devient le premier empereur de Rome.
-20 : on présente des spectacles de pantomimes, avec musique et danse, à Rome. Un pacte d'amitié est signé entre Rome et les Parthes d'Asie antérieure.
-15 : Marcus Labeon fonde une école de droit à Rome.
-14 : le palais du Latran, demeure de la famille des Laterani, est bâti à Rome.
-13 : Le Sénat commande l'Ara Pacis, autel commémorant le retour d'Auguste à Rome.
-12 : Auguste est élu grand pontife à Rome, réunissant ainsi les pouvoirs civils et religieux. La population est estimée à 1 million d'habitants.
15 : à Rome, l'élection des magistrats passe du peuple à l'empereur et au Sénat.
17 : Histoire de Rome depuis sa fondation en 142 livres, par Tite-Live.
19 : Rome place les Germains du Sud (Marcomans) sous son protectorat.
27 : un important incendie ravage la colline du Cælius.
33 : L'empereur Tibère fonde à Rome une banque hypothécaire.
37 à 41 : Caligula empereur.
41 à 54 : règne de Claude .
43 : annexion de la Bretagne (actuelle Grande-Bretagne).
45 : les juifs sont expulsés de Rome par l'empereur Claude.
46 : Rome et la frontière nord-est de l'Empire sont réunis par la « route du Danube ».
49 : pénétration du christianisme en Europe à Rome et à Philippes (séjour de Paul de Tarse).
54 : Début du règne de Néron comme empereur de Rome →68
vers 60 : arrivée de l'apôtre Pierre à Rome.
63 : l'école de droit de Proculus (proculéens) est créée à Rome.
64 : Rome est dévastée par un incendie ; les Chrétiens sont accusés et persécutés par Néron : l'apôtre Pierre est crucifié et Paul décapité.
65 : dans le vestibule de la Maison Dorée de Néron à Rome, on construit une voûte d'ogives.
66 : des sculptures de bronze représentant des Germains agenouillés sont fondues à Rome.
68 : ouverture de la première école d'éloquence par Quintilien à Rome. Galba, Othon, Vitellius et Vespasien se succèdent sur le trône impérial à Rome. →69
69 : les propriétaires ne déblayant pas les ruines sont expropriés à Rome.
72 : à Rome, Musonius Rufus réclame éducation et culture pour les femmes.
75 : les maîtres de rhétorique reçoivent des traitements élevés à Rome.
79 : décès de Vespasien, empereur de Rome. Début du règne de Titus, empereur de Rome. ➝ 81
80 : la construction du Colisée (pouvant recevoir 50 000 spectateurs) est achevée à Rome.
81 : ouvrage de Frontin sur les canalisations de Rome. Décès de Titus, empereur de Rome. Début du règne de Domitien, empereur de Rome. ➝ 96
89 : les philosophes et les savants sont poursuivis à Rome comme ennemis de l'État.
91 : la Rome contemporaine est décrite par Stace dans ses poèmes (Forêts).
92 : Saint Clément devient évêque de Rome.
96 : décès de Domitien, empereur de Rome. Nerva devient empereur jusqu’en 98 (1 an et demi).
98 à 117 : règne de Trajan.
99 : le roi Kushana Kaniska, sous le règne duquel le royaume atteint son apogée, envoie une délégation à Rome pour monter une attaque surprise contre les Parthes.
102 : Tacite publie un ouvrage sur le déclin de l'éloquence à Rome.
106 : Apollodore de Damas construit une salle de concert ronde, l'Odéon, à Rome.
106 : pour commémorer la conquête de la Dacie, on construit la célèbre colonne Trajane à Rome.
117 : l'historien romain Tacite publie les Annales, une histoire de Rome depuis la mort d'Auguste. La perception d'impôts remplace à Rome l'affermage.
117 à 138 : règne de Hadrien.
125 : Hadrien distribue des terres d'empire de Rome à des petits fermiers.
127 : Hadrien rentre à Rome après un voyage de sept ans à travers les provinces romaines.
130 : une loi est promulguée à Rome interdisant d'exécuter sans jugement les esclaves.
134 : ouverture de facultés de rhétorique, droit, philosophie, à Rome : l'Athenaeum. Une loi améliorant le sort des ouvriers libres est promulguée à Rome.
138 à 161 : règne d'Antonin le Pieux.
155 : Rome admet que sans être reconnu comme religion officielle, le judaïsme doit être toléré.
161 à 180 : règne de Marc Aurèle.
163 : Statius Priscus, le gouverneur romain de Cappadoce, expulse les Parthes d'Arménie et installe Arsacidus Sohaemus, protégé de Rome, sur le trône.
165 : le philosophe Justin de Naplouse est exécuté à Rome comme chrétien.
167 : ramenée par l'armée de Verus, la peste fait des ravages à Rome.
169 : Lucius Verus meurt d'apoplexie à son retour à Rome.
170 : une statue équestre de Marc Aurèle est érigée à Rome.
180 : les travaux commencent pour l'érection à Rome sur le Campus Martius (Champ de Mars) d'une colonne commémorant les guerres conduites par Marc Aurèle sur le front du Danube. Rome interdit une bande riveraine du fleuve de 7 km de large aux peuples danubiens.
191 : se considérant comme le nouveau fondateur de Rome, Commode rebaptise la ville d'après son nom : Colonia Lucia Aurelia Nova Commodiana.
192 : assassinat de Commode.
193 à 211 : règne de Septime Sévère.
203 : Construction de l'Arc de triomphe de Septime Sévère.
211 à 217 : règne de Caracalla. Édit de Caracalla accordant à tous les hommes libres de l'Empire la citoyenneté romaine.
216 : construction des Thermes de Caracalla.
vers 220 : le Christ est représenté de façon caricaturale dans des palais de Rome.
244 : Plotin fonde à Rome son école de philosophie néoplatonicienne.
247 : Philippe l'Arabe marque le millénaire de Rome par la célébration des Jeux séculaires.
271 : Aurélien fait construire un nouveau mur de défense de 16 m de haut pour protéger Rome (Mura Aureliane).
272 : Rome fait alliance avec le roi d'Aksoum (Axoum).
274 : le culte oriental de Sol Invictus devient une religion officialisée à Rome.
284 à 305 : règne de Dioclétien.
301 : les salaires et les prix alimentaires atteignent à Rome leur plus haut niveau. Un édit de Dioclétien fixe un maximum pour le prix des denrées et des salaires.
302 : construction des Thermes de Dioclétien.
306 : Maxence, le fils de Maximien, est porté sur le trône par la Garde prétorienne et le peuple de Rome. Il prend peu après le titre d'Auguste. Sévère se rend à Maximien à Ravenne après une tentative de marche sur Rome.
310 : Rome : construction de la basilique de Maxence.
312 : victoire de Constantin Ier sur Maxence, qui est tué à proximité de Rome, au Pont Milvius. Le palais du Latran à Rome devient la résidence du Pape.
313 : Concile de Rome.
326 : l'empereur Constantin fait construire, sur le lieu supposé du martyre de Saint Pierre, la basilique Saint Pierre de Rome.
330 : Byzance est renommée Constantinople et devient la seconde capitale de l'empire, après Rome.
357 : Constance II entre à Rome pour la première fois pour fêter sa victoire sur Magnence et pour s'adresser au Sénat et au peuple de Rome.
378 : défaite des Romains à Andrinople contre les Goths.
382 : Gratien déplace officiellement la cour impériale de Rome à Milan.
395 : Mort de Théodose, l'empire Romain se scinde en deux empires, l'empire Romain d'Occident à l'Ouest, et l'empire Romain d'Orient à l'Est.
399 : Fabiola, la première femme chirurgien connue meurt à Rome. Elle est aussi fameuse pour avoir ouvert des hôpitaux pour les pauvres.
404 : Ravenne devient la capitale de l'Empire romain d'Occident. Les jeux publics de gladiateurs sont interdits à Rome.
410 : les Wisigoths conduits par Alaric Ier prennent et pillent Rome.
418 : les Wisigoths obtiennent de Rome des parties de la Gaule.
432 : apparition de la première représentation du Christ crucifié sur le portail de l'église Sainte-Sabine de Rome.
440 à 461 : pontificat du pape Léon Ier le Grand : doctrine de la primauté de l'évêque de Rome, proclamé évêque universel.
452 : une ambassade comprenant le pape Léon persuade Attila de se retirer d'Italie.
455 : règne de Pétrone Maxime, empereur romain d'Occident, lapidé par le peuple de Rome. Les Vandales, partis d'Afrique du Nord et conduit par Genséric, prennent et pillent Rome, puis se fixent en Sicile.
473 : Julius Nepos, soutenu par Léon, marche sur Rome et évince Glycerius mis sur le trône d'Occident par Gondebaud et devient lui-même empereur d'Occident.
476 : le roi germain Odoacre occupe Rome, dépose l'empereur Romulus Augustule, mettant fin à l'Empire romain d'Occident : début du Moyen Âge.

## Moyen Âge
484 : un schisme sépare les Églises de Rome et de Constantinople.
519 : le nouvel empereur d'Orient Justin, opposé au monophysisme de ses prédécesseurs, rétablit l'orthodoxie religieuse et les relations avec Rome.
523 : dernier spectacle donné au Colisée.
536 : Bélisaire prend Naples puis Rome. Du fait de ses persécutions de l'Église copte en Égypte, Rome s'aliène le royaume d'Aksoum qui rompt ses relations avec Rome.
537 : ayant assuré ses arrières en concédant la Provence, aux mains des Ostrogoths depuis 508, aux Francs, Vitigès se déplace vers Rome et en fait le siège.
538 : Vitigès abandonne le siège de Rome.
539 : Milan, la ville la plus importante de l'Italie après Rome, est reprise par les Ostrogoths et détruite. Les hommes sont massacrés et les femmes vendues comme esclaves.
546 : Totila, roi des Ostrogoths prend Rome après un siège d'une année. La ville de Rome a été désertée par sa population et il ne reste plus que 500 civils dans les murs.
547 : Bélisaire, le général byzantin, reprend Rome et répare ses fortifications.
549 : dernière course donnée au Circus Maximus.
550 : après que Bélisaire, frustré par manque de renfort et de finances, est rappelé d'Italie à Constantinople, Totila reprend Rome et recommence la conquête de l'Italie.
553 : la population est tombée à 40 000 habitants.
590-604 : le pape Grégoire le Grand renforce considérablement l'église chrétienne.
609 : le Panthéon devient une église chrétienne.
692 : Willibrord rencontre le pape à Rome.
722 : Boniface est sacré évêque à Rome et reçoit pour mission de continuer l'organisation ecclésiastique de la Germanie.
732 : Egbert, frère du roi de Northumbrie, est nommé évêque d'York après un voyage à Rome.
754 : Donation de Pépin : le pape et Pépin le Bref, roi des Francs, signent un traité qui créé les États pontificaux.
756 : siège de Rome par les Lombards.
756-758 : Pépin repousse les Lombards et livre au pape les territoires conquis.
769 : lors du concile de Latran à Rome l'élection du pape est retirée aux laïcs.
778 : Charlemagne conquiert l'Italie et Rome.
781 : Charlemagne agrandit les États pontificaux par le pays de Sabine près de Rome.
785 : à Rome, Charlemagne exige un serment de fidélité des habitants des États pontificaux.
799 : Charlemagne réinstalle dans ses fonctions le pape chassé de Rome.
800 : Charlemagne, roi des Francs, est couronné empereur à Rome. Début du nouvel Empire d'Occident.
808 : début de la Querelle théologique du Filioque entre Rome et Constantinople. →870
826 : Concile de Rome.
828 : le chroniqueur franc Eginhard écrit le récit humoristique d'un vol de reliques à Rome.
846 : les pirates sarrasins d'Afrique du nord pillent Rome et la basilique Saint-Pierre et détruisent la basilique Saint-Paul-hors-les-Murs.
846 à 852 : à la suite de ces attaques, le pape Léon IV construit les murs léonins autour du Vatican pour protéger la basilique Saint-Pierre.
867 : Le patriarche Photius de Constantinople déclare l'Église byzantine indépendante de Rome.
962 : Othon Ier couronné à Rome (basilique Saint-Pierre) premier empereur du Saint-Empire Romain germanique.
vers 1000 : la population n'est plus que de 30 000 habitants.
1046 : marche victorieuse de l'empereur allemand Henri III sur Rome qui destitue trois papes.
1054: Schisme de 1054
1079 : Concile de Rome.
1083 : l'empereur romain germanique Henri IV dévaste Rome et installe l'antipape Clément III.
1144 : les habitants de Rome élisent leur propre parlement, le Sénat.
1155 : Barberousse couronné empereur à Rome.
1199 : installation de tourniquet pour déposer les nouveau-nés à la Maison des Enfants Trouvés à Rome.
1200 : la ville devient une commune indépendante.
1300 : institution de la première Année Sainte (ou Jubilé) par le pape Boniface VIII.
1303 : fondation de l'université de Rome (théologie et droit).
1309 : la papauté est transférée à Avignon.
1347-1354 : révolte de Cola di Rienzo.
1348 : Peste Noire.
1377 : le pape Grégoire XI ramène la papauté à Rome.
1378 : début du Grand Schisme, deux papes règnent, l'un à Rome et l'autre en Avignon. →1415

## Renaissance et baroque
1415 : l'élection du pape Martin V met fin au grand schisme, et réinstalle définitivement la papauté à Rome.
1428 : décès à Rome du peintre italien Masaccio.
1439 : les Églises de Rome et de Byzance sont temporairement réunies.
1440 : Valla affirme l'inauthenticité de la donation de Constantin à l'église de Rome.
1455 : décès à Rome du peintre italien Guido dit Pietro dit Fra Angelico.
1471 : création des Musées du Capitole, les + anciens du monde.
1473 : Début de la construction de la Chapelle Sixtine.
1475 : fondation de la Bibliothèque apostolique du Vatican.
1486 : construction du Palais de la Chancellerie.
1498 : Michel-Ange commence à travailler sur la Pieta pour Saint-Pierre de Rome.

### XVIè siècle
1500 : l'astronome polonais Nicolas Copernic observe une éclipse à Rome.
1502 : construction du Tempietto par l'architecte italien Bramante.
1506 : Bramante commence les plans de Saint-Pierre de Rome.
1513 : achèvement du palais de la Chancellerie.
1514 : décès à Rome de Bramante. Raphaël devient l'architecte en chef de Saint-Pierre de Rome.
1519 : achèvement des fresques de la villa Farnesina.
1520 : décès à Rome du peintre et architecte italien Raffaello Sanzio, dit Raphaël.
1527 : Sac de Rome par les troupes de l'empereur Charles Quint qui pillent la ville. La population passe de 85 000 à 55 000 habitants.
1533 : l'Église d'Angleterre se sépare de l'Église de Rome.
1537 : début des travaux d'aménagement de la place du Capitole par Michel-Ange.
1551 : fondation du Collège romain.
1564 : décès à Rome du sculpteur, peintre, architecte et poète italien Michelangelo Buonarroti, dit Michel-Ange.
1568 : construction de l'Eglise du Gèsu par les Jésuites.
1574 : début de la construction du palais du Quirinal, résidence d'été papale.
1577 : fondation de l'Accademia di San Lucca, association des artistes de Rome.
1578 : des catacombes chrétiennes sont redécouvertes à Rome.
1585 : réaménagement des rues de Rome et fondation de l'Académie de musique Sainte Cécile par le pape Sixte V.
1589 : achèvement du palais Farnèse.
1600 : décès du philosophe italien Giordano Bruno, brûlé en place publique à Rome pour ses écrits hérétiques affirmant entre autres que l'Univers est infini et que les étoiles étaient des soleils. La population atteint 110 000 habitants.

### XVIIè siècle
1601 : Annibal Carrache fait la décoration du palais Farnèse à Rome.
1603 : ouverture d'une haute école de sciences naturelles à Rome, l'Académie des Lyncéens, plus vieille académie scientifique d'Europe.
1608 : Girolamo Frescobaldi devient l'organiste appointé de Saint-Pierre de Rome.
1609 : décès à Rome du peintre italien Annibal Carrache.
1614 : achèvement du palais Borghèse.
1624 : Nicolas Poussin se fixe à Rome et peint « Écho et Narcisse ».
1625 : la basilique Saint-Pierre de Rome est consacrée.
1633 : Procès de Galilée, condamné à l'emprisonnement pour hérésie.
1651 : remaniement de la place Navone par Le Bernin.
1656 : Giovanni Lorenzo Bernini dit Le Bernin commence l'édification de la colonnade de la Place Saint-Pierre de Rome. →1663
1665 : décès à Rome du peintre français Nicolas Poussin.
1666 : Jean-Baptiste Colbert crée l'Académie de France à Rome.
1682 : décès à Rome du peintre français Claude Gellée dit Claude Lorrain.

### XVIIIè siècle
1725 : construction de l'Escalier de la Place d'Espagne.
1732 : ouverture du Teatro Argentina.
1734 : ouverture au public des Musées du Capitole, premier musée public au monde.
1738 : ouverture du cimetière non-catholique, ou cimetière des Anglais.
1750 : 156 000 habitants.
1760 : ouverture du Caffè Greco, le plus ancien de Rome.
1762 : inauguration de la Fontaine de Trevi.

## Époque contemporaine
1798 : les armées françaises envahissent Rome et la Suisse entraînant la constitution des républiques romaine et helvétique.

### XIXè siècle
1812 : ouverture du cimetière monumental du Campo Verano.
1814 : Chute de Napoléon, le pape Pie VII retourne à Rome. L'ordre jésuite est rétabli.
1816 : l'opéra Le Barbier de Séville du compositeur italien Gioachino Rossini, l'œuvre de Beaumarchais, est représenté à Rome. Travaux de la Piazza del Popolo.
1821 : Décès à Rome du poète britannique John Keats.
1849 : à la suite du Printemps des peuples, fuite du pape Pie IX et proclamation de la République romaine. L'expédition française met fin à la République et rétablit le pape dans ses fonctions.
1856 : naissance à Rome du peintre américain John Singer Sargent †1925.
1860 : les États pontificaux sont envahis mais le Pape reste à Rome.
1862 : l'offensive sur Rome de Giuseppe Garibaldi s'achève en Calabre par la défaite d'Aspromonte.
1867 : troisième tentative sur Rome de Garibaldi.
1870 : Prise de Rome par Garibaldi le 20 septembre : la ville de Rome devient la capitale du royaume d'Italie. Avec 212 000 habitants, la ville n'est que la quatrième d'Italie. La fonction de Maire de Rome est créée.
1871 : Loi des Garanties papales. Le Parlement italien s'installe au Palais Montecitorio.
1876 : institution de la Bibliothèque nationale centrale de Rome. Début de la construction des quais du Tibre, les Lungotevere.
1877 : achèvement du palais des Finances. Le tramway de Rome commence à fonctionner.
1883 : inauguration du Palais des Expositions et de la Galerie d'Art moderne et contemporain. Création du Jardin Botanique de Rome dans les jardins de la villa Corsini.
1889 : fondation du Musée National Romain et du Musée National Etrusque.
1900 : fondation du club de football de la Lazio Rome.

### XXè siècle
1902 : ouverture au public de la Galerie Borghèse, et l'année suivante du parc de la villa Borghèse.
1904 : inauguration de la Grande Synagogue de Rome.
1911 : Inauguration du Vittoriano, à l'occasion des 50 ans de l'Unité Italienne. Ouverture du Zoo de Rome. Achèvement du Palais de Justice.
1917 : Conférence de Rome, du 6 janvier au 8 janvier.
1921 : naissance à Rome de l'historien d'art italien Federico Zeri †1998.
1922 : Marche sur Rome de Benito Mussolini et ses Chemises noires. Le roi Victor-Emmanuel III le nomme premier ministre.
1927 : fondation du club de football de l'AS Roma.
1929 : Signature des Accords du Latran : institution de l'Etat du Vatican séparé de l'Italie.
Années 1930 : la population atteint 1 million d'habitants, pour la première fois depuis l'Antiquité.
1936 : Adolf Hitler et Mussolini annoncent leur alliance : l'Axe Rome-Berlin.
1937 : fondation des Studios de cinéma de Cinecittà. Création de l'Observatoire de Rome sur la colline du Monte Mario.
1938 : début de l'édification du quartier de l'EUR, dans le but d'accueillir l'Exposition Universelle de 1942 (qui n'aura pas lieu).
1940 : entrée en guerre de l'Italie.
1943 : plusieurs bombardements ; destitution et arrestation de Mussolini.
1944 : Massacre des Fosses Ardéatines.
1944 : entrée à Rome des troupes alliées. Roberto Rossellini réalise Rome, ville ouverte (Roma, città aperta) sorti en 1945.
1946 : proclamation de la République Italienne. Rome devient le chef-lieu du Latium.
1950 : achèvement de la gare de Rome-Termini.
1951 : installation à Rome du siège de l'Organisation des Nations Unies pour l'Agriculture (FAO) relevant de l'ONU au palazzo FAO.
1953 : inauguration du Stade Olympique de Rome.
1954 : achèvement du palais des Congrès de Rome.
1955 : inauguration de la première ligne de métro. Ouverture du Musée de la Civilisation Romaine.
1957 : Signature du Traité de Rome créant la CEE.
1959 : inauguration de l'obélisque de Marconi dans le quartier de l'EUR.
1960 : Jeux Olympiques à Rome. La ville dépasse les 2 millions d'habitants. Inauguration de l'aéroport de Fiumicino.
1962 : achèvement du Gran Raccordo Anulare, le périphérique romain.
1963-65 : célébration du concile Vatican II.
1972 : ouverture du parc de la villa Doria Pamphilj.
1976 : fondation à Rome du quotidien La Repubblica.
1977 : première édition du festival Estate Romana.
1978 : décès à Rome du peintre italien Giorgio de Chirico. Jean Paul II élu pape.
1980 : le Centre Historique de Rome est reconnu Patrimoine Mondial de l'UNESCO.
1981 : tentative d'assassinat du pape sur la place Saint-Pierre.
1985 : attentats à Rome et Vienne contre la compagnie israélienne El Al - 19 morts - 115 blessés.
1988 : création du parc régional de la Via Appia.
1990 : Coupe du Monde de Football en Italie et à Rome.
1993 : premier maire de Rome élu au suffrage universel.
1995 : inauguration de la Mosquée de Rome.
1997 : ouverture de la Centrale Montemartini accueillant des sculptures archéologiques.
1999 : inauguration du centre d'expositions des Ecuries du Quirinal.
2000 : Jubilé de l'An 2000.

### XXIè siècle
2001 : inauguration du Port touristique de Rome à Ostie.
2002 : inauguration de l'Auditorium Parco della Musica.
2005 : Benoît XVI élu pape.
2006 : première édition du Festival International du Film de Rome.
2010 : création de l'entité Roma Capitale, organisme gérant la ville de Rome, et se substituant à l'ancienne Commune de Rome. Inauguration du Musée d'Art Contemporain MAXXI.
2013 : Renonciation de Benoît XVI. Election du pape François.
2015 : Mise en place de la Cité Métropolitaine de Rome Capitale, se substituant à l'ancienne Province de Rome.
2016 : ouverture du Nouveau Centre des Congrès, la Nuvola.
2024 : La Via Appia est reconnue site du Patrimoine mondial de l'UNESCO.
2025 : Jubilé 2025,. Décès du pape François, élection du pape Léon XIV.